# Светоюрський Врх
46°08′ пн. ш. 15°47′ сх. д. / 46.13° пн. ш. 15.78° сх. д.
Светоюрський Врх (хорв. Svetojurski Vrh) — населений пункт у Хорватії, в Крапинсько-Загорській жупанії у складі міста Преграда.

## Населення
Населення за даними перепису 2011 року становило 166 осіб.
Динаміка чисельності населення поселення:

## Клімат
Середня річна температура становить 9,90 °C, середня максимальна – 23,96 °C, а середня мінімальна – -6,41 °C. Середня річна кількість опадів – 1044 мм.
| Клімат поселення                              | Клімат поселення | Клімат поселення | Клімат поселення | Клімат поселення | Клімат поселення | Клімат поселення | Клімат поселення | Клімат поселення | Клімат поселення | Клімат поселення | Клімат поселення | Клімат поселення | Клімат поселення |
| Показник                                      | Січ.             | Лют.             | Бер.             | Квіт.            | Трав.            | Черв.            | Лип.             | Серп.            | Вер.             | Жовт.            | Лист.            | Груд.            |                  |
| Середній максимум, °C                         | 5,69             | 7,66             | 11,81            | 16,18            | 20,95            | 23,96            | 23,68            | 23,13            | 19,19            | 14,06            | 8,43             | 4,36             |                  |
| Середня температура, °C                       | −0,37            | 1,60             | 5,76             | 10,13            | 14,89            | 17,91            | 19,68            | 19,14            | 15,21            | 10,06            | 4,44             | 0,37             |                  |
| Середній мінімум, °C                          | −6,41            | −4,46            | −0,3             | 4,07             | 8,83             | 11,86            | 15,70            | 15,14            | 11,22            | 6,09             | 0,45             | −3,63            |                  |
| Норма опадів, мм                              | 50               | 54               | 71               | 76               | 89               | 124              | 101              | 101              | 104              | 100              | 100              | 74               |                  |
| Середньомісячна швидкість вітру, м/с          | 1.62             | 1.80             | 2.20             | 2.19             | 2.08             | 1.88             | 1.80             | 1.60             | 1.60             | 1.62             | 1.72             | 1.70             |                  |
| Середньомісячна сонячна радіація, кДж/м²·день | 4072             | 6784             | 10427            | 14767            | 18854            | 20549            | 21361            | 18562            | 13798            | 8568             | 4490             | 3223             |                  |
| --------------------------------------------- | ---------------- | ---------------- | ---------------- | ---------------- | ---------------- | ---------------- | ---------------- | ---------------- | ---------------- | ---------------- | ---------------- | ---------------- | ---------------- |
| Джерело:                                      |                  |                  |                  |                  |                  |                  |                  |                  |                  |                  |                  |                  |                  |